# Das Deutsche Volk
Das Deutsche Volk ist ein deutscher Dokumentarfilm von Marcin Wierzchowski aus dem Jahr 2025.

## Inhalt
Beim Anschlag in Hanau erschoss der paranoide Täter am 19. Februar 2020 aus rassistischen Motiven neun junge Menschen. Der Film beschäftigt sich mit den Geschichten der Angehörigen der Opfer.

## Produktion
Der Film wurde von Milk and Water produziert und von strandfilm, ZDF/3sat und dem Hessischen Rundfunk unterstützt.

## Veröffentlichung
Das Deutsche Volk feierte am 18. Februar auf der Berlinale 2025 in der Sektion Berlinale Special Premiere. Ab dem 4. September 2025 soll der Film im Kino gezeigt werden.